# Odontomyia fulviceps
Odontomyia fulviceps är en tvåvingeart som först beskrevs av Walker 1854.  Odontomyia fulviceps ingår i släktet Odontomyia och familjen vapenflugor. Inga underarter finns listade i Catalogue of Life.